# Chùa Sùng Hưng (Phú Quốc)
Chùa Sùng Hưng (崇興古寺) (Sùng Hưng Cổ Tự) là ngôi chùa cổ nhất ở thành phố Phú Quốc, tỉnh Kiên Giang, Việt Nam.

## Giới thiệu khái quát
Chùa tọa lạc trên đường Trần Hưng Đạo ở phường Dương Đông, thành phố Phú Quốc.
Theo tài liệu còn lưu lại, thì trước kia nơi đây là nghĩa địa hoang vắng, Thi sĩ Đông Hồ đã có đoạn miêu tả như sau:"Trước kia nơi đây là đất nghĩa địa, có Chùa thờ là Sùng Nghĩa Tự và một Chùa nữa là Hưng Nhân Tự. Sau đó sửa chung làm một và lấy hai chữ Sùng - Hưng làm hiệu Chùa". Trong một quyển sách chuyên khảo về Phú Quốc bằng Pháp văn (năm 1906), ngôi Chùa Sùng Hưng đã được nhắc đến như sau: "Phú Quốc chỉ có một ngôi chùa ở Dương Đông, nơi đây người An Nam, người Tàu, người Minh Hương không phân biệt, đến cúi lạy và cầu nguyện"
Đến nay vẫn chưa biết được chính xác năm thành lập cũng như pháp danh, thế danh và hành trạng của những đời Trụ trì đầu tiên của Chùa Sùng Hưng mà chỉ tạm biết rằng Chùa được xây dựng hợp nhất vào cuối thế kỷ XIX, các đời Trụ trì thứ 5 và thứ 6 là Hòa thượng Thích Đạt Vĩnh và Hoà thượng Thích Minh Khiêm đều thuộc dòng thiền Lâm Tế đời thứ 38.
Đến khoảng đầu thập niên 20 của thế kỉ XX, Hòa thượng Tịnh Nghĩa được tông phong tại Tổ đình Quan Âm (Hồng Ngự) cử ra đảo giữ mối đạo Cổ Sơn Môn. Hoà thượng Tịnh Nghĩa cho trùng tu Chùa lần đầu vào năm 1924 và đảm nhiệm Trụ trì đời thứ 7 của Chùa. Sư viên tịch ngày Rằm tháng Hai năm 1946 Bính Tuất, thọ 61 tuổi. Đồ chúng lập Tháp thờ Sư trong khuôn viên Chùa. Kế vị trụ trì là Hòa thượng Thích Huệ Chánh (thế danh Đinh Văn Dần). Năm 1960, Sư cho đại trùng tu các công trình Phật sự trong chùa với mái lợp ngói âm dương và tường gạch giúp cho Chùa thêm vững chắc và trang nghiêm, đồng thời cũng nhằm góp thêm cho đồ chúng được có nơi tu tập. Do niên cao lạp trưởng nên Hòa thượng Huệ Chánh đã thâu thần thị tịch vào mồng 2 tháng Mười Một năm 2007. Kế vị Trụ trì đời thứ 9 của Chùa là Yết ma Huệ Thông (Sư đã quy tây ngày 12/03/Ất Mùi 2015). Hiện nay, Tỳ kheo Huệ Minh được tấn cử đảm nhiệm quản lý và trông coi Phật sự của Chùa.

## Kiến trúc, thờ cúng

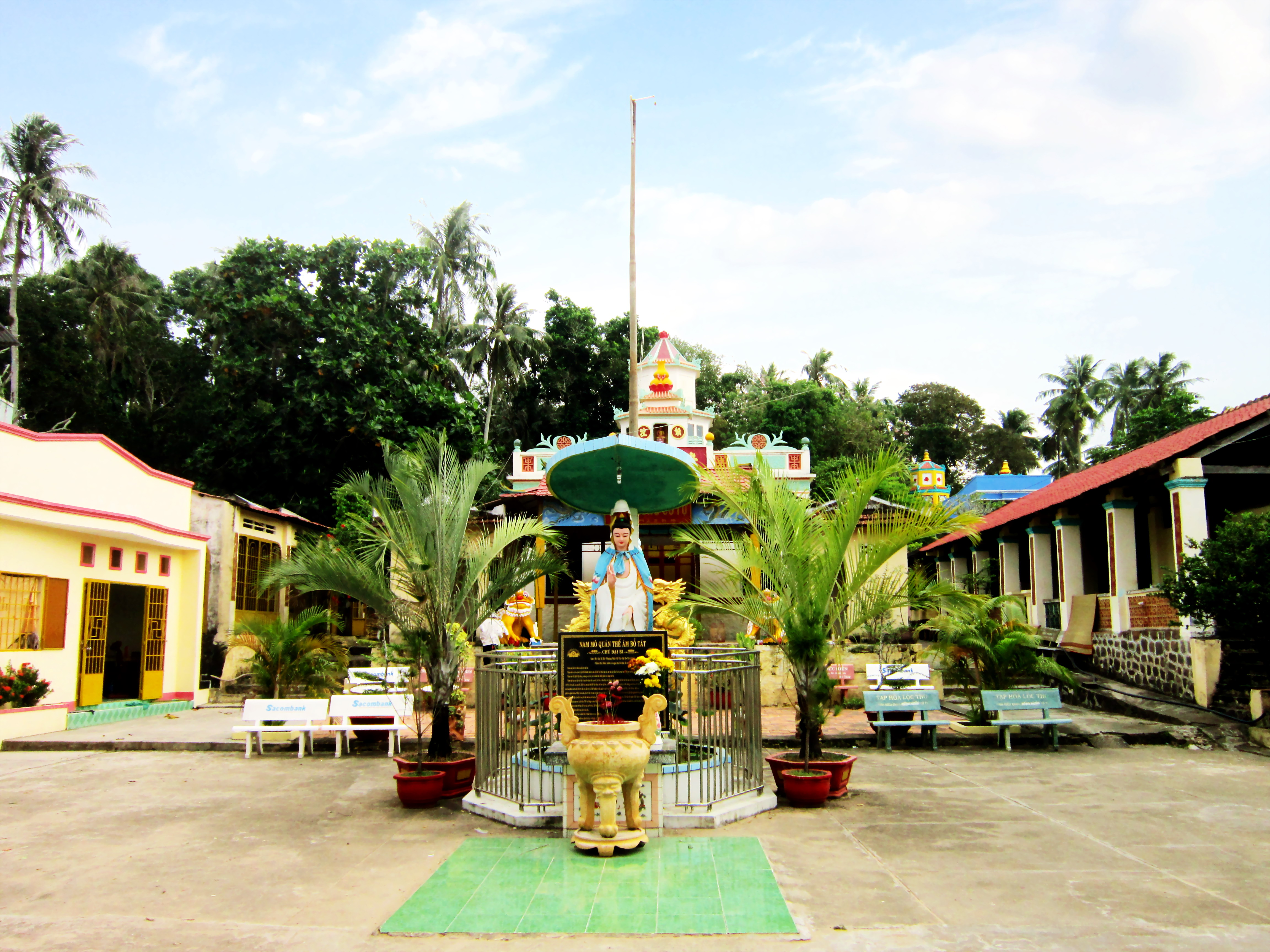
Trong khuôn viên chùa Sùng Hưng

Chùa Sùng Hưng nằm trên một ngọn núi gần trung tâm phường Dương Đông. Cổng Chùa quay về hướng Bắc, nhìn ra chợ, ngay đường cái, trãi dài trên một diện tích rộng lớn từ chân lên đỉnh núi.
Kiến trúc cổ kính của ngôi Chùa được đặt trong tổng quan hết sức hài hoà: lên cao dần theo từng bậc thang, xung quanh cây cối xanh tươi, tường rào bao bọc, kết hợp theo phong cách dân gian với "trước miếu, sau chùa".
Từ khi khởi dựng cho đến nay, Chùa đã trải qua hai lần trùng tu lớn vào năm 1924 và 1960.
Theo thứ tự từ ngoài và trong có:
Bên ngoài là tường rào có Tam quan cao ráo, đường bệ, lợp ngói hình lượn sóng và trang trí phù điêu lưỡng long tranh châu. Bên trên cổng có đề tên Chùa bằng chữ Hán và chữ Quốc ngữ: 寺 古 興 崇 - Sùng Hưng cổ tự. Ngoài ra, trên 4 cây cột cũng có đôi câu đối bằng chữ Hán.
Giữa sân có tượng Bồ Tát Quan Âm lộ thiên đứng trên hồ nước, và kế sau là cột cờ. Ngoài ra ở đây còn có miếu thờ bà Chúa Xứ Nương Nương và Anh hùng dân tộc Nguyễn Trung Trực. Phía trước còn có cặp lân ngồi chễm chệ trông thật oai phong. Phía sau nữa là Đại Hùng Bảo Điện được cất trên nền đá cao gần 2m. Hai bên là hai dãy Đông Lang, Tây Lang đối xứng nhau. 
Bên trong Chánh điện được bày trí tôn nghiêm theo từng thứ bậc tả hữu, trước sau cùng với hệ thống hoành phi, câu đối được sơn son thếp vàng lộng lẫy; cùng nhiều pho tượng bằng gỗ, đồng và thạch cao được điêu khắc rất tinh xảo. Điện thờ trung tâm được bố trí theo ba tầng bậc, có bộ Tam Thế Phật được thờ ở tầng trên hết: Tượng A Di Đà ngồi giữa, tượng Đại Thế Chí đứng bên phải, tượng Quan Thế Âm đứng bên trái...Ngoài ra, hai bên chánh điện còn phối thờ Thập Điện Diêm Vương và Ngũ Điện Diêm Vương...Rải rác trên các vách tường là hình ảnh Tây du rất sông động. 
Sau Chánh điện là khu Hậu tổ và hậu liêu. Bên hông chùa có Lộ Niết Bàn, men theo các bậc thang lên viếng đài Phật A Di Đà có từ năm 1960. Phía sau là đài Thích Ca nhập diệt được xây dựng vào năm 1988 và các ngôi miếu khác. Khung cảnh ở đây thường mát mẻ nhờ có các cây cổ thụ
Điểm đặc biệt tại Chùa Sùng Hưng là từ sau ngày Bác Hồ (Chủ tịch Hồ Chí Minh) mất đến nay, các vị Sư Trụ trì và Bổn đạo ở Chùa đều dâng cơm cúng Bác mỗi ngày vào thời cúng Ngọ. Trước năm 1975, việc cúng cơm này được bí mật tiến hành. Được biết, Chùa Sùng Hưng còn là một điểm liên lạc bí mật của lực lượng Cách mạng.

## Giá trị
Trong Chùa hiện còn giữ nhiều hiện vật có giá trị khác như Đại Hồng Chung, các câu đối, liễn, sơn son thiếp vàng và những hình ảnh sống động thuật lại bước đường Tây du của thầy trò Đường Tăng, v.v.... Chùa Sùng Hưng không chỉ là một ngôi Chùa lớn và cổ kính, mà còn là ngôi Chùa có kiến trúc độc đáo nhất đảo.
Từ lâu Chùa Sùng Hưng cùng với đình thần Dương Đông, Dinh bà Thủy Long Thánh Mẫu và Dinh Cậu đã trở thành cụm văn hóa tâm linh nơi thành phố đảo...